# Hippolyte Delehaye

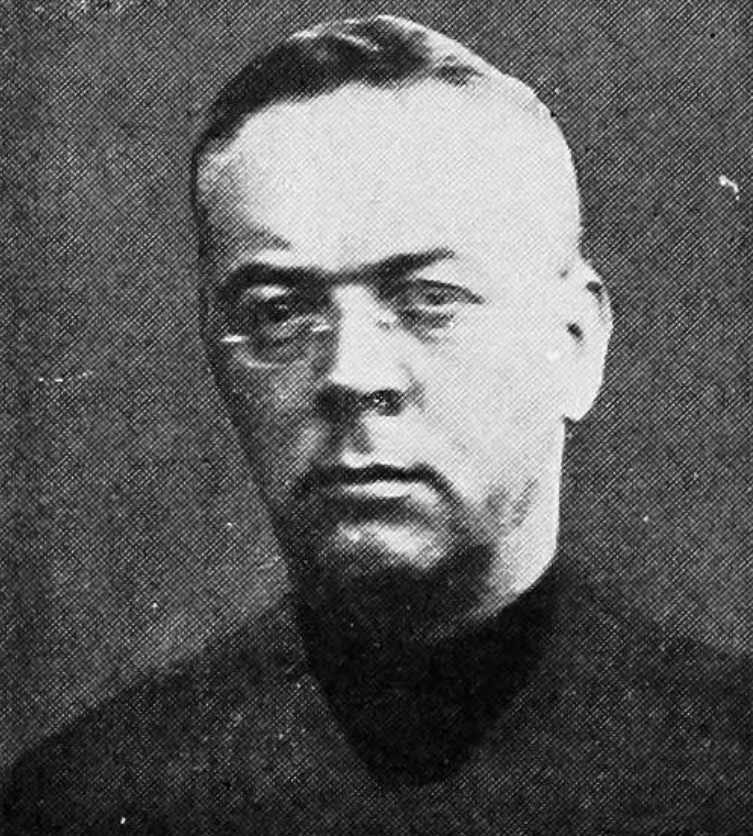
Hippolyte Delehaye

Hippolyte Delehaye (* 19. August 1859 in Antwerpen; † 1. April 1941 in Brüssel) war ein belgischer Jesuit und Kirchenhistoriker.

## Leben
Delehaye studierte am Jesuitenkolleg und trat 1876 als Novize in den Jesuitenorden ein. 1891 wurde er Mitglied der „Gesellschaft der Bollandisten“ in Brüssel, 1892 Mitherausgeber der Analecta Bollandiana und 1912 Präsident der Bollandisten. Dieses Amt versah er bis zu seinem Tod. Die Académie royale des Sciences, des Lettres et des Beaux-Arts de Belgique wählte ihn 1913 zum korrespondierenden und 1919 zum ordentlichen Mitglied. 1920 wurde er korrespondierendes Mitglied der British Academy. 1925 wurde er zum auswärtigen Mitglied der Académie des Inscriptions et Belles-Lettres gewählt.
In seiner fünfzigjährigen Karriere veröffentlichte Delehaye über 1000 Quelleneditionen, historisch-methodische Abhandlungen, Essays und andere Schriften. In seinem bekanntesten Werk Les Légendes hagiographiques entwickelte Delehaye das methodische Rüstzeug, um Heiligenlegenden mit Hilfe historischer Quellenkritik zu untersuchen. Das Werk wurde von seinem ersten Erscheinen 1905 an jahrzehntelang nicht nur in Historiker-, sondern auch in Kirchenkreisen erbittert diskutiert und war von der kirchlichen Zensur bedroht. Eine Indizierung konnte schließlich mit Mühe und erst nach diplomatischem Eingreifen des belgischen Staates verhindert werden.

## Schriften (Auswahl)
- Les Légendes hagiographiques. Société des Bollandistes, Brüssel 1905 (mehrere Auflagen und Übersetzungen). Die hagiographischen Legenden, Aufl. 1907, übersetzt von E. A. Stückelberg, München/Kempten, Kösel (Digitalisat).
- Les Origines du culte des martyrs. Société des Bollandistes, Brüssel 1912.
- Les Passions des martyrs et les genres littéraires (= Subsidia hagiographica. Bd. 13, ISSN 0777-8112). Société des Bollandistes, Brüssel 1921.
- Sanctus. Essai sur le culte des saints dans l'antiquité (= Subsidia hagiographica. Bd. 17). Société des Bollandistes, Brüssel 1927.